# Silnik Wankla

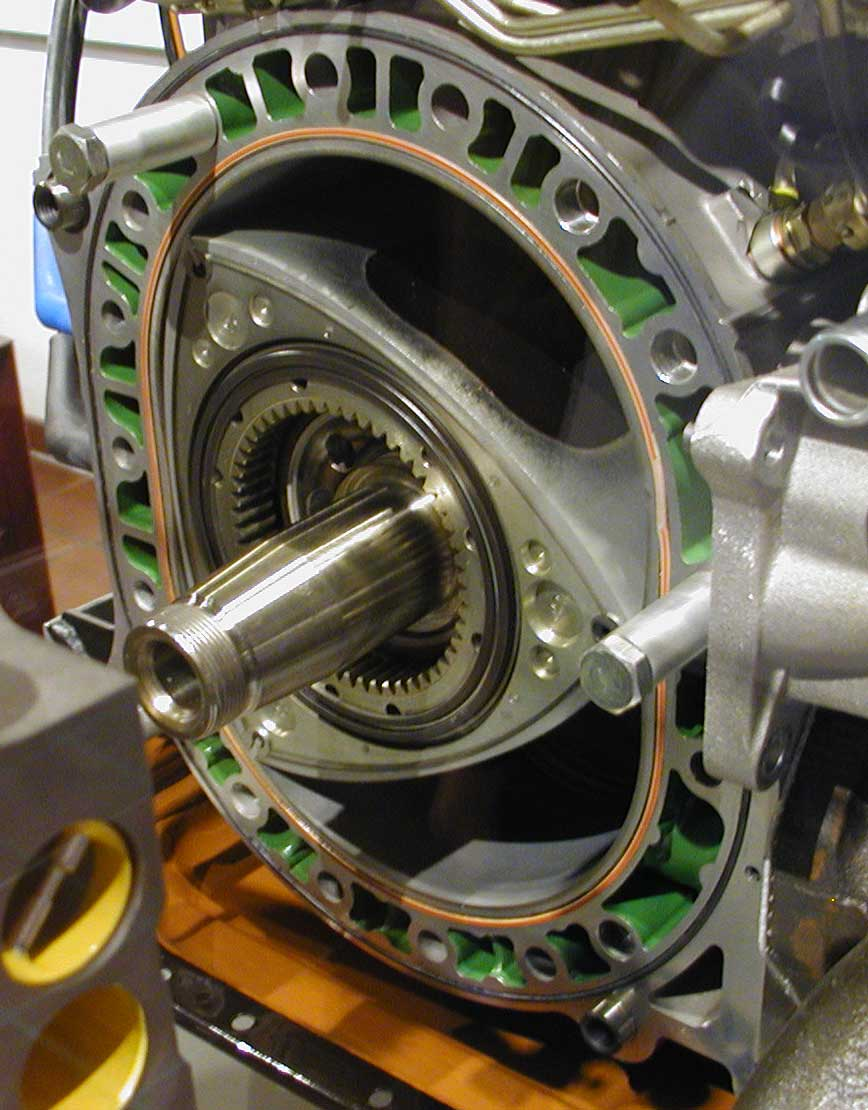
silnik Wankla

Silnik Wankla – silnik spalinowy, w którym tłok obraca się wewnątrz cylindra. Nazywany silnikiem z tłokiem obrotowym, a także potocznie silnikiem Wankla, od nazwiska konstruktora.  Silnik ten opatentował Felix Wankel.

## Zasada działania
W tym silniku tłok w kształcie zbliżonym do trójkąta (trójkąt Reuleaux o lekko wypukłych bokach) (1), mimośrodowo umieszczony w epitrochoidalnym korpusie (2), obracając się, tworzy komory: ssawną, sprężania, rozprężania (pracy) i wydechową. W zależności od kąta obrotu tłoka komory te zmieniają kształt i objętość. W czasie jednego obrotu wału silnik wykonuje 4 cykle pracy – ssanie (napełnienie komory roboczej świeżym ładunkiem mieszanki paliwowo-powietrznej), sprężanie, pracę (rozprężanie gazów spalinowych) oraz wydech (usuwanie spalin) – silnik dwusuwowy wykonuje w czasie jednego obrotu wału jeden cykl pracy, czterosuwowy zaś na jeden cykl pracy potrzebuje dwóch obrotów wału. W momencie gdy mieszanka paliwowo-powietrzna jest maksymalnie sprężona, następuje zapłon. Mieszanka paliwowo-powietrzna dostarczana jest przez kanał doprowadzający (3), a spaliny odprowadzane przez kanał odprowadzający (4). Ruch tłoka jest przenoszony na mimośrodowe odcinki wału centralnego. Ruch rotora jest kształtowany przez koła zębate nieruchomo przymocowane do płaskich ścian komory i współosiowe z wałem centralnym.

Schemat silnika Wankla
A. Ssanie
B. Sprężanie
C. Praca
D. Wydech

## Zastosowanie

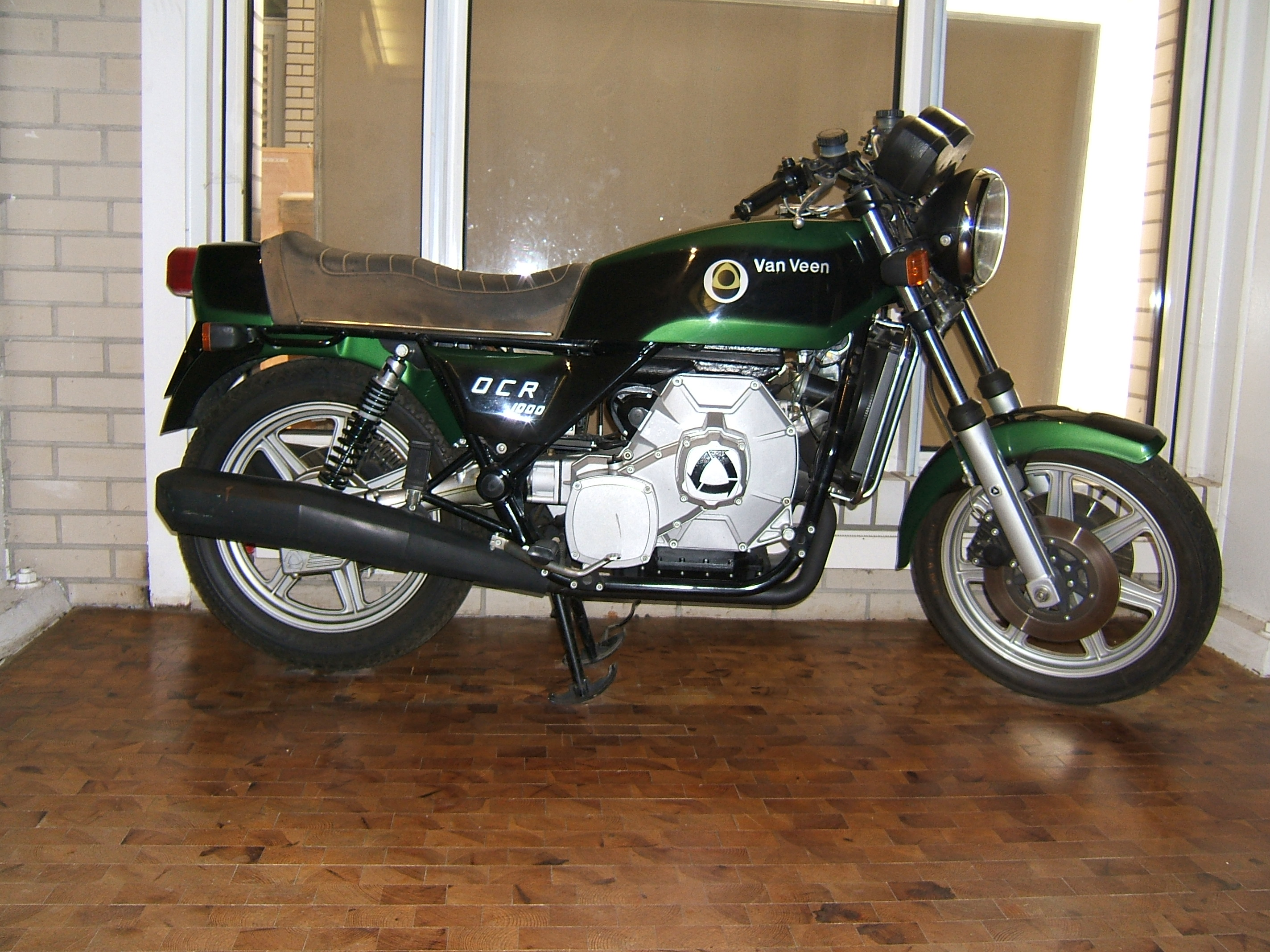
Van Veen OCR 1000 – motocykl z silnikiem Wankla

Silnik Wankla po raz pierwszy zastosowano seryjnie w samochodach NSU Spider – prezentacja miała miejsce w roku 1963 na salonie samochodowym we Frankfurcie. Cztery lata później firma Mazda zaprezentowała sportowy samochód Cosmo Sport z pierwszym silnikiem z dwiema komorami wyprodukowanym na licencji NSU-Wankla. W roku 1968 do produkcji wszedł model NSU Ro 80, także z silnikiem dwukomorowym.
Głównymi zaletami silnika Wankla są stosunkowo małe rozmiary i masa, prosta konstrukcja (mniejsza liczba elementów niż w klasycznych silnikach), niewielkie wibracje, niska hałaśliwość podczas pracy oraz osiąganie wysokich prędkości obrotowych i wysoka sprawność mechaniczna. Mimo to jest on stosowany rzadko, zaś wiele prób rozpowszechnienia tego typu silnika zakończyło się niepowodzeniem z powodu problemów konstrukcyjnych i technologicznych. Do produkcji rotorów oraz bloku silnika używano stopów na tyle słabych, że silniki zużywały się dosyć szybko. Główne wady silnika to trudne do uszczelnienia obszary pracy związane z przedmuchami; z tego względu mniejsze jest ciśnienie sprężania i mniejsza sprawność termodynamiczna. Są też większe straty ciepła na skutek bardzo niekorzystnej (szerokiej i płaskiej) komory spalania – co zwiększa straty ciepła i generuje naprężenia termiczne związane z „gorącą” i „zimną” strefą pracy silnika. Nie bez znaczenia jest też spore jednostkowe zużycie paliwa i duża emisja gazów spalinowych na jednostkę mocy. Ta wada, wraz z niedostateczną trwałością uszczelnień tłoka, jest powodem małego zainteresowania tym silnikiem w praktyce motoryzacyjnej. Były nawet sytuacje, gdy bloki silnikowe na skutek naprężeń termicznych  nie wytrzymywały i pękały. W praktyce konstrukcja silnika była bardzo trudna do uszczelnienia, a silnik zużywał dużo paliwa.
Wraz z rozwojem techniki firma Mazda pokonała te problemy i zastosowała swój silnik w samochodzie Mazda RX-7. Obecnie już nie produkuje się tego modelu. Zastąpił go nowszy Mazda RX-8. Zastosowany w modelu RX-8 silnik Wankla nazwano Renesis. Kilkakrotnie zdobył on nagrody za najlepszy silnik roku. Konstrukcja silnika jest na tyle uniwersalna, że firma Mazda testuje silnik Wankla – Renesis używający jako paliwa wodoru (RX-8 Hydrogen RE concept car). Po wprowadzeniu w 2009 liftingu modelu RX-8 prócz zewnętrznych zmian wprowadzono szereg modyfikacji w silniku co przyczyniło się do zmniejszenia jego awaryjności. W 2011 roku Mazda ogłosiła, że pracuje nad kolejną wersją tego silnika o nazwie 16x.